# Joeropsis hawaiiensis
Joeropsis hawaiiensis is een pissebed uit de familie Joeropsididae. De wetenschappelijke naam van de soort is voor het eerst geldig gepubliceerd in 1941 door Miller.